# Josep Rovira i Prats
Josep Rovira i Prats (Santa Perpètua de Mogoda, 14 d'octubre de 1906 - Mauthausen, 18 de novembre de 1941). Va treballar com a mosso en feines del camp i posteriorment en una fàbrica que es dedicava a tenyir teixits a la carretera de Sabadell. Es va casar el 1926 amb Maria Dolors Riera i tingué dos fills: Marcel, nascut el 1927 i Baldomero, nascut el 1929.
Quan esclatà la guerra civil espanyola, va combatre al costat de la República en la famosa Columna Durruti. El gener de 1939, quan l'exèrcit feixista del General Francisco Franco va ocupar Catalunya, va haver de fugir a França on fou internat al Camp del Barcarès (a prop de Perpinyà). La seva família (esposa i dos fills) també fugiren cap a França i ja no el tomaren a veure més.
Poc abans d'esclatar la Segona Guerra Mundial, França creà companyies de treballadors que anaven a la frontera amb Alemanya i construïen fortificacions. Josep Rovira en formà part i quan l'exèrcit nazi va ocupar França el feren presoner el juliol de 1940. Va passar pels stalgs (camps de presoners) núm VIII-C i XII-D. El 25 de gener de 1941 va ser deportat al camp d'extermini de Mauthausen (Àustria), on li assignaren la matrícula 5063. i posteriorment fou traslladat al camp annex de Gussen, on li assignaren la matrícula 14405 i on fou assassinat a les tristament famoses cambres de gas el 18 de novembre del 1941.
Des de l'any 1999 és un dels dos perpetuencs assassinats a Gussen que dona nom a l'IES Rovira-Forns de Santa Perpètua de Mogoda.